# Vysoké Chvojno
Vysoké Chvojno je obec v okrese Pardubice v Pardubickém kraji. Leží patnáct kilometrů severovýchodně od města Pardubice a čtyři kilometry severně od města Holice. Žije zde 457 obyvatel. Je možné, že zdejší královský lovecký revír a jeho centrum, dvůr Chvoyno, je zmiňován v záznamu Kanovníka vyšehradského k roku 1140 a úmrtí Soběslava I.

## Historie

### Vznik obce
Lesnaté území, táhnoucí se od Hradce Králové až k Vysokému Mýtu, lákalo bohatostí zvěře i množstvím stavebního materiálu kolonizátory již ve 12. a 13. století. Proto nechávali hodně mýtit lesy a na vykácených místech zakládali nové osady. Tímto způsobem patrně vznikla i obec Chvojno. Prvotní zmínky hovoří o tom, že již v první polovině 12. století zde stávala tvrz. Písemné záznamy z roku 1139 hovoří o onemocnění knížete Soběslava, přičemž může jít jak o toto místo, nebo o okolí Dvora Králové nad Labem. Pro Chvojno však hovoří nálezy bohoslužebných románských nádob v blízkém Rokytnu a především kostel zasvěcený svatému Gotthardu, jehož kult převládal právě v době Soběslava I.

### Dějiny obce od třicetileté války do poloviny 18. století
Dlouholetá válečná situace třicetileté války se odrazila v devastaci hospodářství i populace. Panské úřady si musely znovu budovat základnu pro další urburní příjem, a proto Česká komora připravovala visitaci svého zboží, do které byly mimo jiné zahrnuty funkční i výpalné grunty. Oproti okolním obcím jsou zaznamenány na Chvojně pouze dvě pustá hospodářství, a tak se počet usedlostí v porovnání s počátkem 17. století prakticky změnil. Osedlých gruntů je uváděno stále 25 a díky pečlivosti tehdejšího zapisovatele je známo, že na nich hospodařilo 13 rolníků, 7 chalupníků a 5 zahradníků.
V roce 1651, kdy probíhalo sčítání, žilo ve Vysokém Chvojně 77 osob starších 10 let. Později, roku 1801, chvojenecká farnost čítala celkem 923 osob, z nichž na Chvojně sídlilo 282 obyvatel
| rok  | duší celkem | katolíků | protestantů | židů |
| ---- | ----------- | -------- | ----------- | ---- |
| 1856 | 1404        | 1378     | 11          | 15   |
| 1859 | 1552        | 1518     | 9           | 25   |
| 1862 | 1606        | 1588     | 7           | 11   |
| 1865 | 1631        | 1610     | 6           | 15   |
| 1870 | 1607        | 1580     | 7           | 20   |
| 1875 | 1643        | 1624     | 4           | 15   |
| 1880 | 1703        | 1690     | 6           | 7    |
| 1885 | 1710        | 1697     | 7           | 6    |
| 1890 | 1779        | 1766     | 7           | 6    |
| 1895 | 1868        | 1853     | 7           | 8    |
| 1901 | 1976        | 1956     | 7           | 13   |
| 1905 | 2014        | 2001     | 0           | 13   |

### Život obce ve 2. polovině 19. století
Po revolučních událostech v roce 1848 došlo k hlubokým společenským proměnám, jako bylo zrušení roboty a k zásadním změnám v organizaci státní správy a obecní samosprávy. Zrušení poddanství mělo za následek zrušení vrchnostenské správy a tak po roce 1850 již v čele obce nestál rychtář se svými konšely jako správce dosazený vrchností s určitou soudní a správní pravomocí, ale starosta a 2 až 3 radní. Základní územní jednotkou se staly politické okresy a Vysoké Chvojno patřilo do okresu holického.
| časové období   | jméno starosty      | profese       |
| --------------- | ------------------- | ------------- |
| 1850–1855       | Václav Buchna       | řídící učitel |
| kolem roku 1864 | Matěj Komárek       | rolník        |
| ?               | Josef Kamenický     | rolník        |
| 1870            | František Čapek     | hostinský     |
| ?               | Matěj Komárek       | rolník        |
| 1884            | Josef Komárek       | rolník        |
| 1885            | Václav Hampl        | kolář         |
| 1887            | Antonín Hušek       | rolník        |
| 1887–1891       | Václav Centner      | roloník       |
| 1891–1896       | Václav Vondráček    | rolník        |
| 1896–1900       | Václav Petruška     | rolník        |
| 1900–1902       | Josef Trojan        | rolník        |
| 1909–1919       | Josef Zima          | rolník        |
| 1919–1920       | Josef Černohorský   | truhlář       |
| 1920–1923       | František Pětioký   | rolník        |
| 1924–1928       | František Kamenický | rolník        |
| 1928–1938       | Jaroslav Bidlo      | truhlář       |
| 1938–1945       | Václav Centner      | rolník        |

### Rozvoj obce od počátku 20. století do roku 1939
Po celá léta řešilo obecní zastupitelstvo na svých schůzích udělování domovského práva, stanovovalo služné obecním zaměstnancům, rozhodovalo o živnostech v obci, o prodeji obecních pozemků, o pořádku v obci apod.
S rozvojem vodohospodářství souvisí jméno František Udržal, který se v roce 1918 stal čestným občanem obce Chvojno. Obec totiž měla právo udílet čestná občanství. A tak obecní výbor dne 6. února 1918 jmenoval Františka Udržala, který se zasloužil jak o rozvoj vodohospodářství na Holicku, tak o vliv agrární strany v politickém životě, a který si pro své odborné i povahové vlastnosti získal sympatie rolnictva východočeského kraje, čestným občanem obce Chvojna.

#### První světová válka
Do první světové války narukovalo z Vysokého Chvojna 113 mužů, 17 z nich padlo na válečných polích a 96 se jich vrátilo zdravých nebo jako invalidé. V komisi pro žně zastupovali: starosta Josef Zima, učitelé Eduard Hendrich a Josef Musílek a farář František Náhlík. V červnu 1915 poskytla obec válečnou půjčku 2500 K, v listopadu téhož roku 2500 K a celkem přispěla asi šestkrát. V prosinci 1917 byly při rekvizici z chvojeneckého kostela sejmuty a odvezeny dva zvony (sv. Václav a Jan Nepomucký), dva bubnové měděné kotle a čtyři cínové svícny o váze 5 kg. Uchráněny zůstaly varhany.
V roce 1923 se začalo uvažovat o postavení pomníku padlým za první světové války. Z tohoto důvodu byl založen zvláštní fond, do něhož plynuly poplatky ze vstupného na zábavy. Pomník byl postaven na prostranství před školou a 24. června 1923 byl slavnostně odhalen. Je na něm vyryto 17 jmen zdejších občanů: Bidlo František, Opa Jaroslav, Blažek Pavel, Polák Josef, Hendrych František, Pospíšil Bohumil, Herel František, Rybín Antonín, Herel Josef, Šedivý František, Klouček Josef, Vidrma Karel, Komárek Adolf, Vojtíšek Stanislav, Kopa Josef, Vojtíšek Václav, Krátký Jaroslav.

## Obyvatelstvo
| Rok            | 1869 | 1880 | 1890 | 1900 | 1910 | 1921 | 1930 | 1950 | 1961 | 1970 | 1980 | 1991 | 2001 | 2011 | 2021 |
| -------------- | ---- | ---- | ---- | ---- | ---- | ---- | ---- | ---- | ---- | ---- | ---- | ---- | ---- | ---- | ---- |
| Počet obyvatel | 450  | 566  | 640  | 620  | 650  | 642  | 655  | 535  | 537  | 533  | 508  | 417  | 369  | 386  | 428  |
| Počet domů     | 65   | 85   | 92   | 96   | 108  | 116  | 134  | 145  | 144  | 143  | 136  | 165  | 173  | 189  | 198  |

## Obecní správa

### Obecní symboly
Znak a vlajka byly obci uděleny rozhodnutím předsedy Poslanecké sněmovny Parlamentu České republiky dne 15. dubna 2010.
Blason znaku V červeném štítě pod stříbrnou hlavou se třemi zelenými větévkami jedlového chvojí stříbrný lev se zlatou zbrojí a jazykem.
Blason vlajky List tvoří žerďový bílý pruh široký čtvrtinu délky listu a červené pole s bílým lvem se žlutou zbrojí a jazykem. V bílém pruhu vodorovně pod sebou tři zelené větévky jedlového chvojí. Poměr šířky k délce listu je 2 : 3.
Lev je symbolem českého knížete Soběslava I., který vlastnil zdejší někdejší tvrz. Větévky jehličnanu (chvojí) pak mají ozřejmit okolí Vysokého Chvojna, které je obepnuto lesy a je současně takzvaným mluvícím znamením.

## Hospodářství
V obci působí Lesní družstvo s.r.o. Vysoké Chvojno a několik soukromých autodopravců. Nachází se zde opravna motorových pil a autoopravna Lesní společnost Hradec Králové a.s. Zemědělská výroba je v obci zastoupena zemědělským areálem Zemědělské a.s Býšť.

## Památky a zajímavosti

### Arboretum
Arboretum „U parku“ bylo založeno v letech 1886–1889 v anglickém slohu. Vzniklo na vykoupené půdě od chvojnovských občanů, na níž poté byly vysázeny různé cizokrajné stromy a keře. Dodnes se zde z té doby zachovaly nejvzácnější druhy, jako jsou pazerav sbíhavý, smrk strukovitý, jeffreyovy borovice, jeřáb břek, jeřáb prostřední, jalovce kanadské, liliovník a převládající červenolisté buky. Rozkládá se na 4,43 ha a rezervací je od roku 1955. Jedná se o zbytek smíšeného listnatého lesa (buk, dub, jasan) s příměsí smrku na opukové stráni s jižní expozicí a navazuje na park ve Vysokém Chvojně, který založil Alexander Pallavicini. Stáří stromového porostu na této tzv. „Prachovské stráni“ je více než 170 let.
Nachází se zde 220 druhů stromů a keřů, které jsou označeny popiskami. Je zde vybudován informační systém a několik odpočinkových míst. Nachází se také zde přírodní amfiteátr arboreta, kde se lze ubytovat, jeho součástí je i CykloCafe. Turistickým lákadlem je festival Folkové Chvojení, který se v tomto amfiteátru koná.

### Penzion Zámeček
Objekt prošel celkovou rekonstrukcí a v roce 2013 byla dokončena adaptace na ubytovací zařízení. V blízkosti Zámečku se nachází arboretum, zookoutek se spárkatou zvěří žijící v Česku a končí zde naučná stezka. Příjezdová cesta k penzionu navazuje na značené turistické trasy i cyklotrasy. U zookoutku je dřevěná pozorovatelna a pro děti tabule na kreslení. Je také využívám při akcích lesní pedagogiky.

### Další
- Barokní kostel sv. Gotharda z let 1733–1735
- Bývalá fara s mansardovou střechou z roku 1786
- Barokní socha sv. Jana Nepomuckého pod kostelem
- Boží muka na návsi
- Přírodní rezervace Buky u Vysokého Chvojna

## Osobnosti
- Kilián Ignác Dientzenhofer (1689–1751), český architekt a stavitel německého původu. Upravil původní plán přestavby zdejšího kostela a stavbu dokončil.
- Eduard Lendl (1893–1976), středoškolský profesor, šachista, bibliograf a dědeček tenisty Ivana Lendla.[12]
- Vladimír Eliáš (1903–1945), voják, oběť 2. světové války.
- Vladimír Wolf (1942–2019), historik, archeolog a vysokoškolský profesor. V roce 1996 zde prováděl archeologický výzkum.
- Antonín Forbelský (* 1963), katolický kněz. V letech 2009 až 2010 administrátorem excurrendo zdejší farnosti.

## Fotogalerie

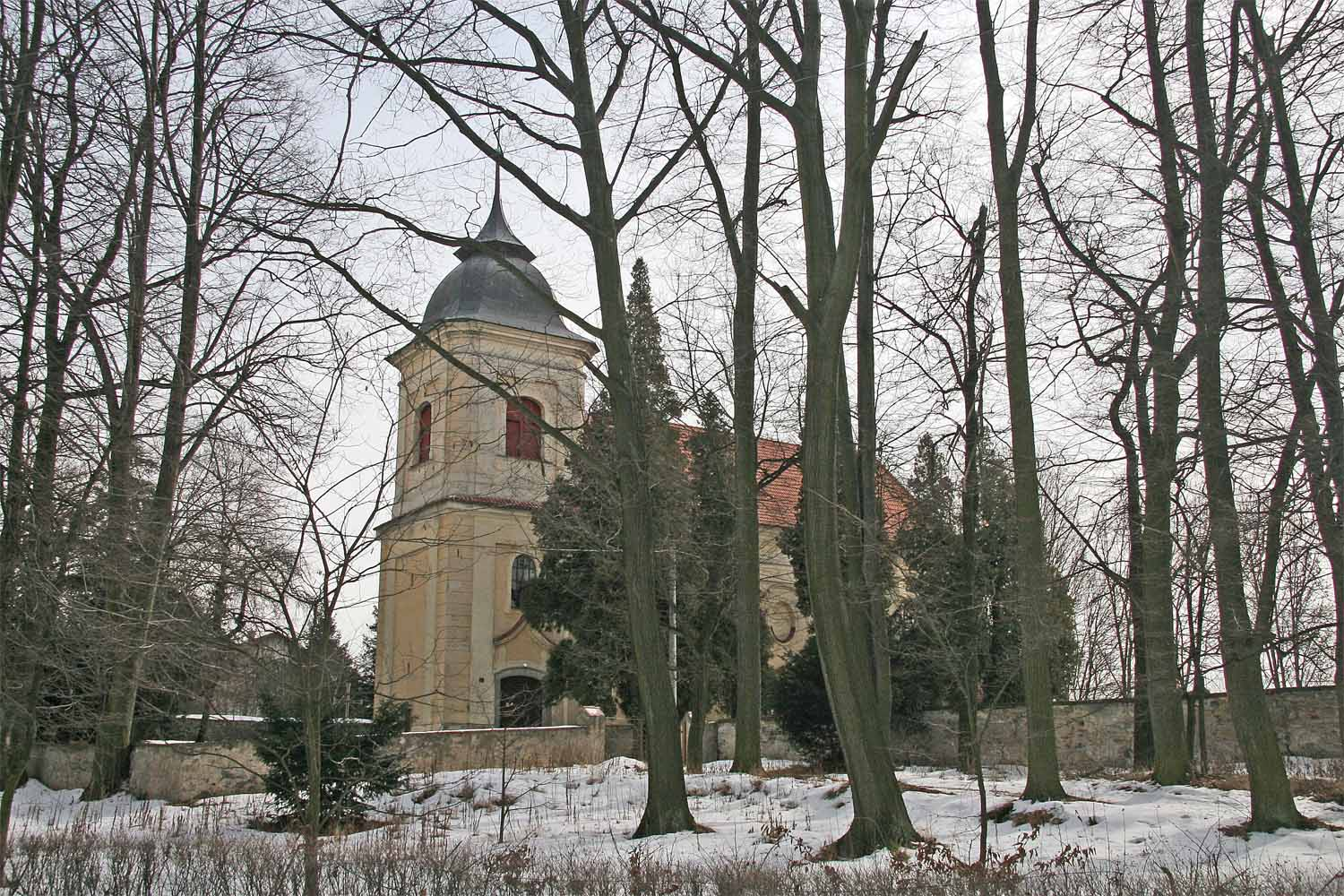
Barokní kostel sv. Gotharda
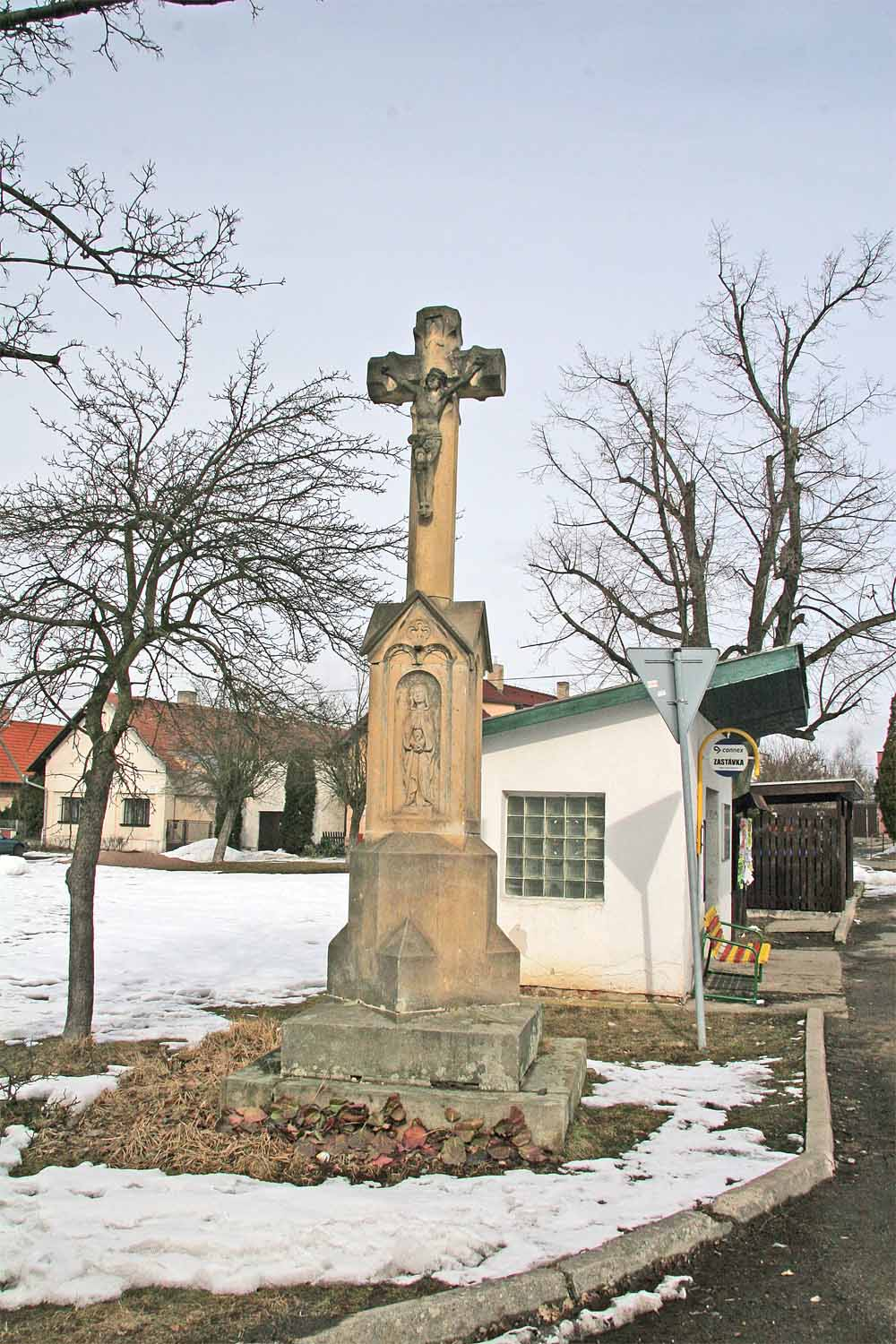
Boží muka na návsi
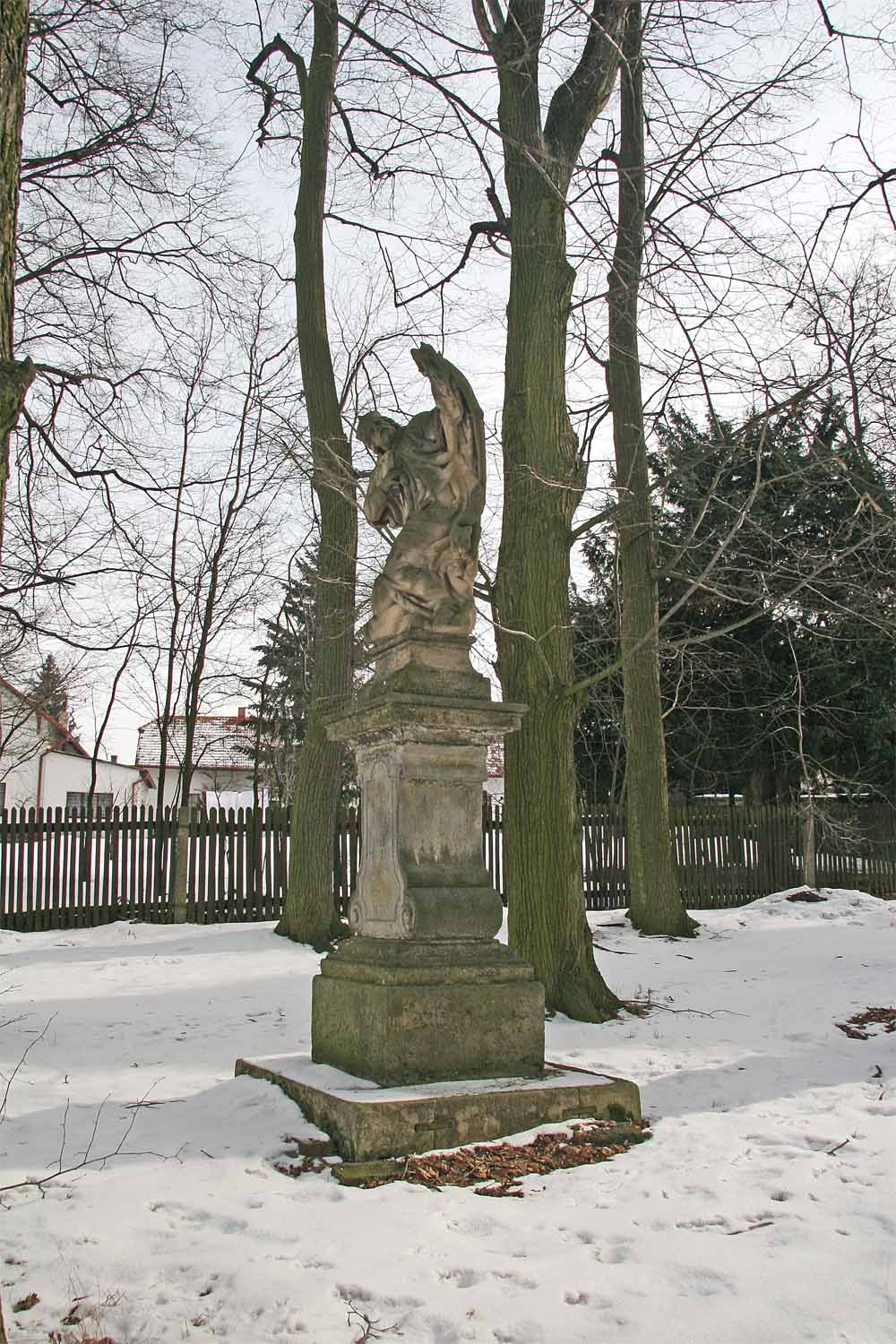
Barokní socha sv. Jana Nepomuckého pod kostelem
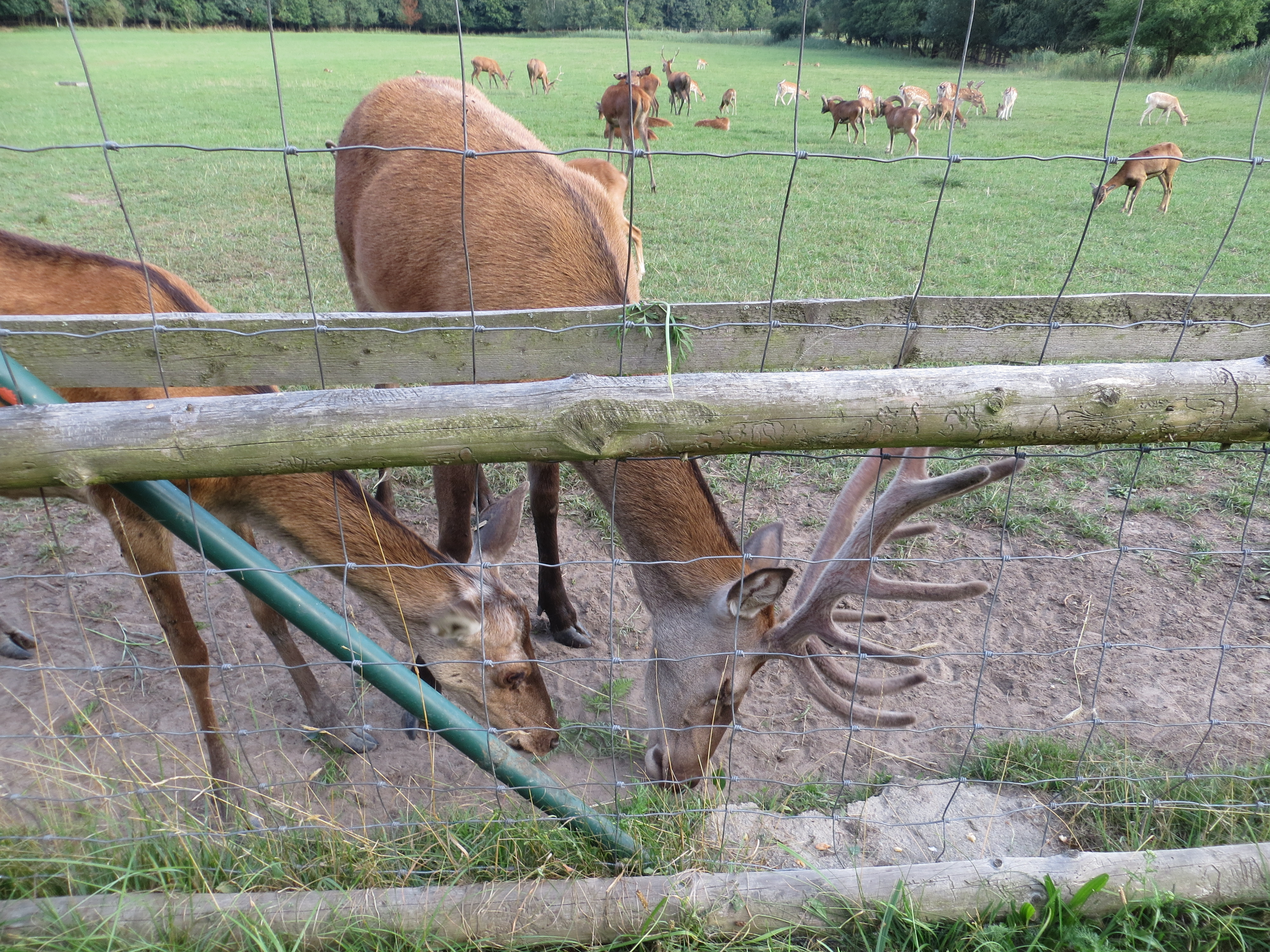
Zookoutek